# Tiroler Wassersportverein
Der Tiroler Wassersportverein, kurz TWV, ist ein österreichischer Wassersportverein aus Innsbruck in Tirol. Der Verein wurde 1919 gegründet. Der Verein hat vier Sektionen, Innsbruck, Telfs, Brixlegg und Landeck und bietet Kanusport, Schwimmen, Segeln, Synchronschwimmen und viele andere Wassersportarten an, seine Vereinsfarben sind Blau und Gelb.

## Geschichte
Der Verein wurde 1919 gegründet. In den ersten Jahren gab es kein geregeltes Training; erst ab 1923, als der Verein in der Höttinger Au ein Freibad zur Verfügung hatte, konnte der Schwimmsport gezielt gefördert werden. Wettkämpfe, bei denen nur Männer teilnahmen, in München, Konstanz und Friedrichshafen waren die Schwimmer des Tiroler Wassersportvereins erfolgreich. Innsbruck hatte damals drei Freibäder, zwei in der Museumstraße und eines in der Höttinger Au, ein Hallenbad wurde erst mit dem städtischen Dampfbad in der Salurnerstraße 1927 und dem Hallenbad in der Amraserstraße 1929 fertiggestellt.
Die 1930er Jahre waren für den Verein ein erfolgreiches Jahrzehnt, denn es konnten unter der sportlichen Leitung von Hanns Seelos Erfolge bei der Tiroler und österreichischen Meisterschaften, bei den Schwimmern, Springern und im Wasserball erzielt werden. Rainer Kellner wurde im Rückenschwimmen 1934, 1935 und 1936 österreichischer Meister, und Grete Ittlinger nahm im Kraulschwimmen bei den olympischen Spielen 1936 in Berlin teil. In der österreichischen Meisterschaft 1936 siegte die 3 × 100-m-Lagenstaffel mit Rainer Keller, Norbert Haas und Walter Webhofer über das Team vom Ersten Wiener Amateur SC, das damals diese Disziplin über zehn Jahre dominiert hatte.
1933 kam es zu einer Spaltung, der die Gründung des Schwimmclub Innsbruck folgte. Von dieser Zeit an gab es in Innsbruck zwei Schwimmvereine, die sich durch Konkurrenz gegenseitig anspornten und den Schwimmsport in Tirol weiterentwickelten. Während des Zweiten Weltkriegs wurde die Vereinstätigkeit ruhend gestellt.
In den 1950er Jahren brachte der Verein durch die Schaffung von guten Trainingsbedingungen erfolgversprechende Schwimmer hervor. Walter Pavlicek hielt über viele Jahre den österreichischen Rekord über 200 m Brust; die Vizemeister über die 4 × 200 m Brust Robert Cverlin, Peter Türler, Herwig Herbert und Alfred Stecher wurden für Österreich bei Wettbewerben einberufen.
Ab den 1960er Jahren wurde die Vereinstätigkeit auf ganz Tirol erweitert, und Sektionen in Telfs, Brixlegg und Landeck wurden geschaffen. In Innsbruck war der Verein mit dem Bad in der Höttinger Au, insbesondere mit der Wassertemperatur, nicht zufrieden und war erleichtert, als die Stadt Innsbruck 1961 ein neues Bad eröffnete, das Freibad Tivoli.
Nach einem enttäuschenden Sportjahr 1969 war der Verein Anfang der 1970er Jahre in einer Krise; ein neuer Obmann, Herwig Herbert, wurde eingesetzt. In den nächsten Jahren konnte der Verein wieder Meistertitel im Schwimmsport feiern. Der Verein formte eine Wasserballmannschaft und feierte in der B-Liga erste Erfolge.

### Wasserball
Die Wasserballmannschaft schaffte 1981 den Aufstieg in die A-Liga und wurde 1982 und 1984 österreichischer Hallenmeister. In der Freibeckenmeisterschaft wurden die Tiroler Wasserballer 1982, 1984, 1986, 1987 und 1988 jeweils Vizemeister; im Europacup schied die Mannschaft in der ersten Wettkampfphase aus. Für ein westösterreichisches Team war die Teilnahme an internationalen und nationalen Bewerben mit vergleichsweise hohem finanziellen Aufwand verbunden; die Gegner der österreichischen Meisterschaft kamen aus Wien (Arbeiter-Schwimm-Verein Wien und Erster Wiener Donau SC) und aus Graz (ATSE Graz). 1991 und 1992 gewann die Wasserballsektion zweimal die österreichische Meisterschaft im Freibecken. Im Sommer 1992 wurde die Sektion ausgelagert und der Verein Wasserballclub Tirol gegründet.

### Obmann
- 1949–1970: Theodor Didusch
- 1970–2002: Herwig Herbert
- 2002–2019: Martin Senn
- 2019–2022: Pamela Jansen van Vuuren
- seit 2022: Robert Krismer